# Декстер Ланген
Декстер Ланген (на немски: Dexter Langen), роден на 6 декември 1980 г. в град Фридберг) е немски футболист. Към момента играе в Ханза Росток играе на позиция защитник.